# Young Avengers
Les Young Avengers sont une équipe de super-héros, évoluant dans l’univers Marvel de la maison d’édition Marvel Comics. Créée par le scénariste Allan Heinberg et le dessinateur Jim Cheung, l'équipe apparaît pour la première fois dans le comic book Young Avengers #1 en 2006.

## Biographie de l'équipe
Après la dissolution de l’équipe des Vengeurs lors de la saga Avengers Disassembled, le corps en pièces détachées de la Vision a été conservé par Iron Man et retrouvé par Iron Lad des Jeunes Vengeurs. Il semble que la Vision avait prévu, comme une sorte de programme de sauvegarde ou de sécurité, de former une nouvelle équipe de Vengeurs en cas de disparition de la première et avait pour cela enregistré toutes les informations sur de potentiels nouveaux membres.
L’équipe est composée de jeunes héros qui semblent être des versions adolescentes de héros connus, certains d’entre eux étant apparentés auxdits héros.
Après un affrontement au cours duquel Iron Lad se bat contre sa version adulte, au risque de créer une catastrophe temporelle, le jeune homme rejoint son époque tandis que les Vengeurs restants — Captain America et Iron Man — menacent d’arrêter les jeunes gens s’ils continuent à jouer les héros. Ceux-ci ne tiennent pas compte de cet avertissement. Cassie Lang adopte le pseudonyme de « Stature » tandis qu’« Asgardien », dont les pouvoirs sont d’origine magiques, change le sien pour Wiccan.
Kate Bishop prend, sous l’impulsion de Captain America, le pseudonyme de « Hawkeye » en mémoire de Clint Barton (le premier Œil-de-faucon). Un autre membre rejoint l’équipe : Speed, alias Thomas Shepherd, le jumeau spirituel de Wiccan, qui peut courir à la vitesse du son et faire exploser des objets.
Les origines des héros ne sont cependant pas ce qu’elles semblaient au premier abord. Il s’avère ultérieurement que Thomas Shepherd (Speed) et Billy Kaplan (Wiccan) seraient en fait les hôtes des esprits des jumeaux de la Sorcière rouge et Vision : ainsi, le pouvoir de Wiccan s’apparente à celui de la Sorcière rouge et celui de Speed s’apparente à celui de Vif-Argent. Les pouvoirs de Hulkling sont liés à ses origines extra-terrestres, sa mère étant Skrull (Princesse Anelle) et son père Kree (Captain Mar-Vell).
Dans leur vie personnelle Hulkling et Wiccan sont ensemble, ce qui fait d’eux l'un des premiers couples homosexuel de l'univers Marvel. Ils se sont d'ailleurs mariés dans le quatrième volet de la saga Empyre.
L'équipe est dissoute à la fin de l'arc Children's Crusade quand Cassie est tuée par le Docteur Fatalis et Vision détruit par Iron Lad.

## Membres de l'équipe
| Personnage     | Véritable identité        | Première apparition     | Biographie fictive |
| -------------- | ------------------------- | ----------------------- | --- |
| Iron Lad       | Nathaniel "Nate" Richards | Young Avengers #1       | Fondateur de l'équipe des Young Avengers, Nathaniel Richards est un jeune homme, qui découvre un jour qu'il est destiné à devenir Kang le conquérant, un redoutable ennemi des Avengers. Armé d'une armure neuro-kinétique, Nate adopte le pseudonyme "Iron Lad" et mènera les Young Avengers, jusqu'à son départ de l'équipe durant les évènements d'Avengers: The Children's Crusade. |
| Patriot        | Elijah "Eli" Bradley      | Young Avengers #1       | Membre originel des Young Avengers recruté par Nathaniel, Patriot est le petit-fils du super-soldat Isaiah Bradley, le premier Captain America afro-américain. Au départ, Elijah ne possédait aucune capacité surhumaine, mais il mentira à ce sujet à ses coéquipiers, clamant qu'il aurait hérité des aptitudes de son grand-père. Son mensonge sera révélé, ainsi que son addiction aux drogues dopantes. Finalement, il recevra les capacités surhumaines d'Isaiah par transfusion sanguine. Le costume de Patriot ressemble à celui de Captain America et de Bucky Barnes. |
| Hulkling       | Theodore "Teddy" Altman   | Young Avengers #1       | Membre original des Young Avengers recruté par Nathaniel, Hulkling est un métamorphe, possédant également une force surhumaine et des capacités régénératives avancées, le rapprochant de Hulk. Il sera révélé que Teddy est le fils du héros Kree Captain Mar-Vell et de la princesse Skrull Anelle. Cela fait de lui un hybride "Kree-Skrull", connu sous le nom de Dorrek VIII. Teddy est également le petit ami, puis l'époux, de son coéquipier Wiccan. |
| Wiccan         | William "Billy" Kaplan    | Young Avengers #1       | Membre original des Young Avengers recruté par Nathaniel, Wiccan est le fils réincarné de Wanda Maximoff, alias la Sorcière Rouge, et de son mari la Vision. Tout comme sa mère, Billy est un sorcier usant de magie, ayant divers effets comme la génération de foudre ou encore la téléportation, par exemples. Pour se faire, Wiccan doit pouvoir énoncer et entendre ses sortilèges. Son frère jumeau est Thomas Shepherd (Speed), et son petit-ami puis époux est Teddy Altman (Hulkling). |
| Hawkeye        | Katherine "Kate" Bishop   | Young Avengers #1       | Kate Bishop est introduite aux Young Avengers lorsque l'équipe intervient durant le mariage de sa sœur, alors perturbé par des preneurs d'otages. Durant la mission, elle aidera les Young Avengers et deviendra un membre de l'équipe. Malgré le fait que Kate ne possède aucun superpouvoir, elle est très compétente avec un arc et des flèches, tout comme avec une épée. Entraînée à divers arts martiaux, c'est une combattante aguerrie. Kate Bishop, avec la bénédiction de Steve Rogers, prendra le nom de code "Hawkeye", après la mort de Clint Barton. Le costume de Kate est inspiré de ceux de Clint Barton (Hawkeye) et de Bobbi Morse (Mocking Bird).                           |
| Stature        | Cassandra "Cassie" Lang   | Young Avengers #2       | Fille du défunt Scott Lang, alias Ant-Man, Cassie possède les mêmes pouvoirs que son père : elle est capable de changer de taille à volonté. D'abord prête à rejoindre Los Angeles dans le but de faire partie des Runaways, Cassie décide finalement de poursuivre les Young Avengers, afin qu'ils la recrutent. Cassie quittera l'équipe durant les évènements de "Civil War", mais la réintègre durant "Secret Invasion". Elle est aussi la petite-amie d'Iron Lad, puis de Jonas. Kate Bishop est sa meilleure amie. Docteur Fatalis assassinera Cassie à la fin d'Avengers: The Children's Crusade.                                                                                        |
| Vision II      | Jonas                     | Young Avengers #9       | Basée sur la technologie d'Iron Lad, cette seconde version de la Vision possède les programmes de la Vision originelle, ainsi que les émotions de Nathaniel. Il quitte l'équipe après "Secret Invasion" mais fait son retour avec Cassandra Lang, avec laquelle il entretient une relation romantique. Son meurtre est commis par un Iron Lad enragé durant les évènements d'Avengers: The Children's Crusade. |
| Speed          | Thomas "Tommy" Shepherd   | Young Avengers #10      | Localisé par Vision dans un centre fermé pour jeunes délinquants, Tommy est secouru par les Young Avengers. Il est le fils de la Sorcière Rouge et de Vision, ce qui fait de lui le frère jumeau de Wiccan. Tommy est doté d'une vitesse supersonique, qui lui permet aussi d'accélérer les molécules de la matière. Il ressemble ainsi à Pietro Maximoff (Vif-Argent), qui est son oncle. Il quitte l'équipe juste avant Young Avengers Vol.2 mais sera kidnappé par un vilain ayant usurpé l'identité de Patriot. Il sort actuellement avec son coéquipier David Alleyne (Prodigy). |
| Kid Loki       | Loki Laufeyson            | Young Avengers Vol.2 #1 | Prince d'Asgard et frère adoptif de Thor, coincé dans le corps d'un jeune garçon après sa réincarnation. Loki est une personne manipulatrice et sournoise, mais aussi amusant et charmant. Malgré ses machinations, les Young Avengers ont accepté Kid Loki dans l'équipe comme membre à part entière, sans totalement lui faire confiance. En effet, il est intéressé par l'acquisition des pouvoirs de Wiccan, pour satisfaire ses propres objectifs. Se sentant coupable de ses précédentes actions et du sacrifice de son amie Leah of Hel, Loki regrettera avoir trompé l'équipe. Il l'a quitte à la fin de Young Avengers Vol.2 #15, après avoir retrouvé sa forme adulte grâce à Wiccan. |
| America Chavez | America Chavez            | Young Avengers Vol.2 #1 | America Chavez possède une force surhumaine, l'habilité à voler, et à la capacité de créer des portails dimensionnels entre les univers. Elle est originaire de la Parallèle Utopique. Ses mères sont Amalia et Elena Chavez. |
| Marvel Boy     | Noh-Varr                  | Young Avengers Vol.2 #1 | Noh-Varr est un Kree aux capacités physiques et réflexes augmentés, d'abord considéré comme une véritable arme. Il est d'abord un antagoniste des Young Avengers, alors qu'il était contrôlé mentalement durant les évènements de "Civil War". |
| Prodigy        | David Alleyne             | Young Avengers Vol.2 #6 | Ancien membre des X-Men, David perd ses pouvoirs mutants durant le "M-Day". Il ira ensuite travailler dans une usine, où il y rencontre Tommy Shepherd. Après la mystérieuse disparition de ce dernier, il rejoint les Young Avengers. David se révèle être bisexuel et sèmera le trouble dans la relation entre Teddy Altman et Billy Kaplan. Actuellement, David est en couple avec Tommy. |

## Publications

### Allan Heinberg et Jim Cheung
L'équipe des Young Avengers, créée par le scénariste Allan Heinberg et le dessinateur Jim Cheung, apparaissent dans une première série de Comic-books, composée de 12 numéros. Les Young Avengers participent ensuite à divers évènements de l'univers de Marvel Comics.
- Young Avengers #1-12
- Young Avengers Special
- Civil War: Young Avengers and Runaways #1-4
- Young Avengers Presents #1-6
- Secret Invasion: Runaways/Young Avengers #1-3
- Dark Reign: Young Avengers #1-5
- Siege: Young Avengers
- Uncanny X-Men #526
- Avengers: The Children's Crusade #1-9
- Avengers: The Children's Crusade - Young Avengers #1

### Kieron Gillen et Jamie McKelvie
En 2014, Marvel Comics renouvelle le titre Young Avengers pour un Volume 2 en 15 numéros.
- Young Avengers Vol.2 #1-15
- Marvel Now! Point One #1 (Young Avengers Story)

## Récompenses
- 2006 : Prix Harvey de la meilleure nouvelle série.
- 2006 : GLAAD Media Awards for Outsanding Comic Book.
- 2014 : GLAAD Media Awards for Outsanding Comic Book.